# Евтушевская, Альбина Станиславовна
Альбина Станиславовна Евтушевская (род. 2 июля 1942 года, Моршанск) — российская непрофессиональная актриса кино, «мастер эпизода».

## Биография
Из старинного моршанского рода. Родилась 2 июля 1942 года в Моршанске в семье архитектора, единственный ребёнок в семье. Выйдя замуж, рано, менее чем через три года брака, потеряла мужа. Дочь растила одна.
Окончила текстильный техникум, работала в Моршанске на текстильной фабрике, прядильщица, инженер, заведующая лабораторией. После выхода на пенсию переехала в Москву к дочери.
В кино стала сниматься в возрасте 64 лет, случайно познакомившись с ассистентом по актёрам Анжеликой Грицук в переходе московского метро, получила приглашение на кастинг на «Мосфильме». Дебют в кино — роль бабушки девочки Алисы в фильме «Русалка».

## Фильмография
- 2007 — «Русалка» — бабушка Алисы
- 2008 — «Эгоист» — баба Варя
- 2008 — «9 мая. Личное отношение» (эпизод "Трепет") — ветеран
- 2009 — «Палата № 6» — домработница Дарья
- 2010 — «Интерны» — «одинокая» бабушка, обещающая подарить квартиру
- 2011 — «Два дня» — баба Катя, соседка Маши
- 2011 — «Самоубийцы» — бабушка с дробовиком
- 2012 — «Деффчонки» — соседка героинь Зоя Ивановна
- 2012 — «Последняя сказка Риты» — медработник
- 2013 — «Серьёзные отношения» — Мария Гавриловна, бабушка Кати
- 2013 — «Универ. Новая общага» — старуха, проклявшая Яну
- 2014 — «Балабол» — бабушка Лёши
- 2014 — «Контуженый, или Уроки плавания вольным стилем» — призрак унтер-офицерской вдовы
- 2016 — «Жених»
- 2018 — «Жили-были» — баба Маруся
- 2018 — «Год культуры» — Алевтина Алексеевна, заведующая кафедрой русской литературы ВФИ
- 2019 — «Дипломат» — Нана Химшашвили
- 2019 — «Любовницы»
- 2020 — «Танцы на высоте» — бабушка
- 2022 — «Либерея: Охотники за сокровищами» — старушка-водитель
- 2023 — «Ангелы района» — Анна Алексеевна